# Miriam Welte
Miriam Welte (Kaiserslautern, 9 de diciembre de 1986) es una deportista alemana que compite en ciclismo en la modalidad de pista, especialista en las pruebas de velocidad y contrarreloj.
Participó en dos Juegos Olímpicos de Verano, en los años 2012 y 2016, obteniendo en total dos medallas: oro en Londres 2012 y bronce en Río de Janeiro 2016, ambas en la prueba de velocidad por equipos (haciendo pareja con Kristina Vogel).
Ganó 15 medallas en el Campeonato Mundial de Ciclismo en Pista entre los años 2008 y 2019, y 10 medallas en el Campeonato Europeo de Ciclismo en Pista entre los años 2010 y 2018.

## Medallero internacional
| Juegos Olímpicos   | Juegos Olímpicos         | Juegos Olímpicos  | Juegos Olímpicos      |
| Año                | Lugar                    | Medalla           | Competición           |
| ------------------ | ------------------------ | ----------------- | --------------------- |
| 2012               | Londres (Reino Unido)    | Medalla de oro    | Velocidad por equipos |
| 2016               | Río de Janeiro (Brasil)  | Medalla de bronce | Velocidad por equipos |
| Campeonato Mundial |                          |                   |                       |
| Año                | Lugar                    | Medalla           | Competición           |
| 2008               | Mánchester (Reino Unido) | Medalla de bronce | Velocidad por equipos |
| 2011               | Apeldoorn (Países Bajos) | Medalla de bronce | 500 m contrarreloj    |
| 2012               | Melbourne (Australia)    | Medalla de oro    | Velocidad por equipos |
| 2012               | Melbourne (Australia)    | Medalla de plata  | 500 m contrarreloj    |
| 2013               | Minsk (Bielorrusia)      | Medalla de oro    | Velocidad por equipos |
| 2013               | Minsk (Bielorrusia)      | Medalla de plata  | 500 m contrarreloj    |
| 2014               | Cali (Colombia)          | Medalla de oro    | Velocidad por equipos |
| 2014               | Cali (Colombia)          | Medalla de oro    | 500 m contrarreloj    |
| 2015               | Saint-Quentin (Francia)  | Medalla de bronce | 500 m contrarreloj    |
| 2016               | Londres (Reino Unido)    | Medalla de bronce | Velocidad por equipos |
| 2017               | Hong Kong (China)        | Medalla de plata  | 500 m contrarreloj    |
| 2017               | Hong Kong (China)        | Medalla de bronce | Velocidad por equipos |
| 2018               | Apeldoorn (Países Bajos) | Medalla de oro    | Velocidad por equipos |
| 2018               | Apeldoorn (Países Bajos) | Medalla de oro    | 500 m contrarreloj    |
| 2019               | Pruszków (Polonia)       | Medalla de bronce | Velocidad por equipos |
| Campeonato Europeo |                          |                   |                       |
| Año                | Lugar                    | Medalla           | Competición           |
| 2010               | Pruszków (Polonia)       | Medalla de bronce | Velocidad por equipos |
| 2011               | Apeldoorn (Países Bajos) | Medalla de bronce | Velocidad por equipos |
| 2013               | Apeldoorn (Países Bajos) | Medalla de plata  | Velocidad por equipos |
| 2014               | Baie-Mahault (Francia)   | Medalla de plata  | Velocidad por equipos |
| 2014               | Baie-Mahault (Francia)   | Medalla de bronce | 500 m contrarreloj    |
| 2015               | Grenchen (Suiza)         | Medalla de plata  | Velocidad por equipos |
| 2017               | Berlín (Alemania)        | Medalla de oro    | 500 m contrarreloj    |
| 2017               | Berlín (Alemania)        | Medalla de plata  | Velocidad por equipos |
| 2018               | Glasgow (Reino Unido)    | Medalla de bronce | Velocidad por equipos |
| 2018               | Glasgow (Reino Unido)    | Medalla de bronce | 500 m contrarreloj    |